# Andrae Williams
Andrae Williams, né le 12 juillet 1983, est un athlète des Bahamas, spécialiste du sprint.
Il a notamment remporté sur 4 x 400 mètres deux médailles d'argent aux Championnats du monde 2005 et 2007 ainsi que l'argent olympique aux Jeux de Pékin.
Son record personnel sur 400 mètres est de 44 s 90, en juin 2005.
Durant sa carrière universitaire aux États-Unis, il a couru pour la Texas Tech University. 

## Palmarès
| Date | Compétition                                      | Lieu           | Résultat | Épreuve   | Performance   |
| ---- | ------------------------------------------------ | -------------- | -------- | --------- | ------------- |
| 2004 | Jeux olympiques                                  | Athènes        | 6e       | 4 x 400 m | 3 min 01 s 88 |
| 2005 | Championnats d'Amérique centrale et des Caraïbes | Nassau         | 1er      | 4 x 400 m | 3 min 01 s 08 |
| 2005 | Championnats du monde                            | Helsinki       | 2e       | 4 x 400 m | 2 min 57 s 32 |
| 2007 | Jeux panaméricains                               | Rio de Janeiro | 1er      | 4 x 400 m | 3 min 01 s 94 |
| 2007 | Championnats du monde                            | Osaka          | 2e       | 4 x 400 m | 2 min 59 s 18 |
| 2008 | Jeux olympiques                                  | Pékin          | 2e       | 4 x 400 m | 2 min 58 s 03 |